# Route nationale 755
Pour les articles homonymes, voir Route 755.
La route nationale 755 ou RN 755 était une route nationale française reliant Cugand à Saint-Michel-Mont-Mercure. À la suite de la réforme de 1972, elle a été déclassée en RD 755.

## Ancien tracé de Cugand à Saint-Michel-Mont-Mercure (D 755)
- Cugand
- La Bruffière
- Les Landes-Genusson
- La Gaubretière
- Les Herbiers
- Saint-Michel-Mont-Mercure